# Escuela secundaria Liechtenstein
El Liechtensteinisches Gymnasium (LG) fue creado en 1937 bajo el nombre de "Collegium Marianum" por los "Maristen-Schulbrüder". Es una escuela privada situada en Vaduz. Desde 1981, el instituto es una escuela pública financiada por el estado de Liechtenstein.
El número de los alumnos no deja de aumentar desde 1985 (se admiten alumnas después de 1970 aproximadamente); tiene más de 700 actualmente.

## Sistema de educación: La Unterstufe (US)(clases inferiores)
La Unterstufe del instituto de Liechtenstein se forma de tres clases que se llaman US1, US2 y US3.
Desde la Realschule existen tres posibilidades de entrar en el instituto de Liechtenstein:
- Después del primer año de la Realschule => 2.º año del instituto (US2)
- Después del tercer año de la Realschule => 4.º año del instituto (OS1)
- Después del cuarto año de la Realschule => 4.º año del instituto (OS1)

El número total de horas semanales en la Unterstufe es de 104; los alumnos se enseñan durante 34 horas semanales en la US1 y la US2 y durante 36 horas semanales en la US3.
Las materias de la Unterstufe son comunes para todos los alumnos: religión, geografía e historia, ciencias naturales, informática (en la US1), alemán, inglés, francés (a partir de la US2), latín (en la US3), creatividad técnica y textil (US1 y US2), arte, música, deporte, matemáticas. Se añade una hora de clase (Lebenskunde) por semana.
Dentro de las materias mencionadas no existen opciones para los alumnos; pueden, si quieren, elegir algunas materias facultativas.

## Sistema de educación: La Oberstufe (OS)(clases superiores)
En la Oberstufe del instituto de Liechtenstein hay cuatro clases llamadas OS1, OS2, OS3 y OS4.
El nombre total de horas semanales en la Oberstufe es de 140; los alumnos tienen clase durante 35 horas semanales.
En la Oberstufe del instituto se ofrecen cinco modalidades de las cuales el alumno elige una:
- Lingua.
- Lenguas modernas.
- Arte, música y pedagogía.
- Economía y Derecho.
- Matemáticas y ciencias.

La formación de la Oberstufe está compuesta de los elementos siguientes:
- Un cierto nombre de materias comunes para todos los alumnos (29 horas semanales en OS1 y OS2, 26 en OS3 y OS4).
- Unas materias específicas que dependen de la modalidad elegida (6 o 5 horas semanales).
- En OS3 y OS4: materias optativas para reducir el efecto de la especialización debido a las modalidades (4 horas semanales).

Para todos los alumnos algunas materias comunes son obligatorias: alemán, inglés, francés, matemáticas, física, deporte y una hora de clase por semana.
Algunas materias se enseñan en algunas clases solamente:
- En OS1: biología, economía y derecho, historia, arte, música, religión y ética.
- En OS2: biología, química, geografía, historia, arte o música, religión y ética.
- En OS3: biología, química, geografía, arte o música, filosofía.
- En OS4: geografía, economía y derecho, historia, religión y ética, filosofía.

Para cada una de las modalidades existen al menos dos materias específicas; una de estas se enseña con un nombre elevado de horas semanales (marcado por un * en la lista siguiente). Las materias específicas son:
- Lingua: latín*, italiano.
- Lenguas modernas: español*, latín o italiano.
- Arte, música y pedagogía: arte y música*, pedagogía/psicología.
- Economía y Derecho: Economía y Organización de Empresas con Fundamentos de Derecho*, Contabilidad (OS1 y OS2) o Economía (OS3 y OS4), Materia integratíva de Economía.
- Matemáticas y Ciencias: informática; las materias siguientes tienen más horas semanales que las materias comunes correspondientes: matemáticas, física*, biología*, química, geografía.

## LaMatura(bachillerato)
Para el acceso a la Matura es necesario haber pasado la clase OS4 y haber obtenido la nota "aprobado" en dos disertaciones.
Las materias de la prueba escrita son:
- alemán
- inglés o francés
- matemáticas
- la materia de especialidad con el nombre más grande de horas semanales en total

Las materias de la prueba oral son:
- alemán, filosofía, religión y ética o historia
- matemáticas, biología, física, química, geografía o economía y derecho
- inglés, francés, italiano, español o latín
- una materia de especialidad que no forma parte de una prueba de materia común